# Tissanga kiboriana
Tissanga kiboriana is een vlinder uit de familie Eupterotidae. De wetenschappelijke naam van deze soort is voor het eerst geldig gepubliceerd in 2011 door Basquin & Darge.
De soort komt voor in tropisch Afrika.